# 蒙塔约尔
蒙塔约尔（法語：Montailleur，法語發音：[mɔ̃tajœʁ]）是法国萨瓦省的一个市镇，属于阿尔贝维尔区。

## 地理
蒙塔约尔（45°37'3"N, 6°16'45"E）面积15.3 平方千米，位于法国奥弗涅-罗讷-阿尔卑斯大区萨瓦省，该省份为法国东部省份，历史上为薩伏依的一部分，北起上萨瓦省，西接伊泽尔省和安省，南部和东部与上阿尔卑斯省和意大利接壤。
与蒙塔约尔接壤的市镇（或旧市镇、城区）包括：克莱里、埃科勒、伊泽尔河畔格雷西、伊泽尔河畔圣埃莱娜。
蒙塔约尔的时区为UTC+01:00、UTC+02:00（夏令时）。

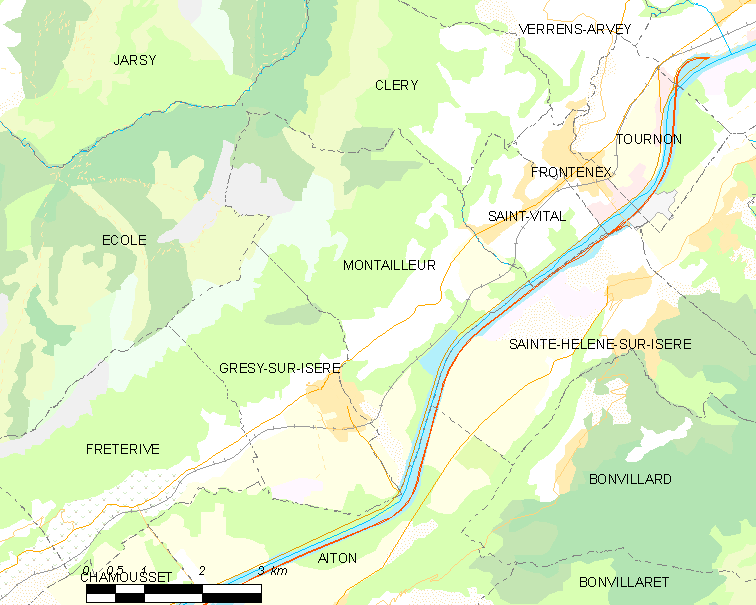
蒙塔约尔的OSM定位图

## 行政
蒙塔约尔的邮政编码为73460，INSEE市镇编码为73162。

## 政治
蒙塔约尔所属的省级选区为阿尔贝维尔第二县。

## 人口

1962-2008年间蒙塔约尔人口变化图示

蒙塔约尔于2022年1月1日时的人口数量为664人。